# Dolichesia falsimonia
Dolichesia falsimonia là một loài bướm đêm thuộc phân họ Arctiinae, họ Erebidae.